# Hylomyrma longiscapa
Hylomyrma longiscapa är en myrart som beskrevs av Kempf 1961. Hylomyrma longiscapa ingår i släktet Hylomyrma och familjen myror. Inga underarter finns listade i Catalogue of Life.